# Ėmmanuil Ionovič Kviring
Ėmmanuil Ionovič Kviring (in russo Эммануил Ионович Квиринг?, in ucraino Емануїл Йонович Квірінг?, Emanuïl Jonovyč Kvirinh, in tedesco Emmanuel Quiring; Frezental', 13 settembre 1888, 1º settembre del calendario giuliano – Mosca, 26 novembre 1937) è stato un politico sovietico.

## Biografia
Nato nel Governatorato di Samara, fu attivo nel movimento socialista dal 1906 e subì vari arresti da parte della polizia zarista. Dal 1912, studente presso il politecnico di San Pietroburgo, fu membro del partito bolscevico, della cui frazione presso la Duma di Stato fu segretario tra il 1913 e il 1914. Durante e dopo la Rivoluzione d'ottobre operò a Ekaterinoslav all'interno del Partito comunista ucraino, che guidò con il ruolo di segretario dal 1918 al 1919 e di Primo segretario dal 1923 al 1925.
Fu inoltre membro del Comitato Centrale del Partito Comunista di tutta l'Unione (bolscevico) dal 1923 al 1934, dell'Orgburo dal 1926 al 1927 e di vari organismi statali. Conseguito il dottorato in scienze economiche nel 1934, fu fino al 1937 Primo vicepresidente del Gosplan. Arrestato nell'ottobre 1937 nell'ambito delle Grandi purghe, fu giustiziato un mese più tardi.